# Mont Lozère et Goulet
Mont Lozère et Goulet község Franciaország Okcitánia régiójában, Lozère megyében. Új községként 2017. január 1-jén jött létre hat korábbi község: Le Bleymard, Bagnols-les-Bains, Belvezet, Chasseradès, Mas-d’Orcières és Saint-Julien-du-Tournel egyesítésével.

## Népesség
| Lakosok száma | 1043 | 1041 | 1039 | 1039 | 1062 | 1085 | 1107 |
|               | 2015 | 2017 | 2018 | 2019 | 2020 | 2021 | 2022 |